# Esafluoruro di uranio
L'esafluoruro di uranio (UF6) è un composto impiegato nei processi di arricchimento dell'uranio per la produzione di combustibile nucleare e armi nucleari. A temperatura ambiente si presenta come un solido cristallino da incolore a grigio (evapora a 20 °C); è altamente tossico e reagisce violentemente con l'acqua, svolgendo inoltre un'azione corrosiva su molti metalli.
Viene ottenuto a partire dal minerale di uranio ricco in U3O8 per dissoluzione in acido nitrico a dare nitrato di uranile UO2(NO3)2. Questi viene purificato per estrazione con solvente organico e trattato con ammoniaca a dare il diuranato di ammonio. Per riduzione con idrogeno questi viene convertito in diossido di uranio UO2, convertito successivamente in tetrafluoruro di uranio UF4 e infine ossidato a esafluoruro di uranio per reazione con fluoro.
La sua molecola ha geometria ottaedrica, l'atomo di uranio è circondato da sei atomi di fluoro. Chimicamente è un acido di Lewis e un ossidante, capace di formare complessi con altri fluoruri.

## Applicazioni nel ciclo del combustibile nucleare
La molecola di UF6 viene utilizzata in entrambi i principali metodi usati per l'arricchimento dell'uranio, la diffusione gassosa e il metodo della centrifuga a gas, perché ha un punto triplo a 64,05 °C (147 °F, 337 Kelvin) a una pressione lievemente superiore a quella atmosferica normale. Il fluoro ha un unico isotopo stabile in natura, dunque gli isotopologhi dell'UF6 differiscono nel loro peso molecolare dipendendo soltanto dal peso atomico dell'isotopo di uranio presente nella molecola.
Tutti gli altri fluoruri di uranio sono solidi non volatili che sono vari tipi di polimero di coordinazione.
Nell'industria nucleare, il processo di diffusione gassosa richiede circa 60 volte più energia rispetto al processo della centrifuga di gas; anche così, questo è soltanto il 4% dell'energia che può essere prodotta dall'uranio arricchito che si ottiene.
In aggiunta al suo utilizzo nell'arricchimento (aumento della concentrazione di un certo istopo dell'uranio), l'esafluoruro di uranio è stato utilizzato nel metodo di riprocessamento avanzato del combustibile nucleare (volatilità del fluoruro) che venne sviluppato nella Repubblica Ceca. In questo processo, utilizzato nell'ossido del combustibile nucleare, lo si mescola con gas di fluoro per formare una miscela di fluoruri. Questo viene in seguito distillato per separare le diversi classi di materiale.

## Stoccaggio in cilindri contenenti DUF_{6} gassoso

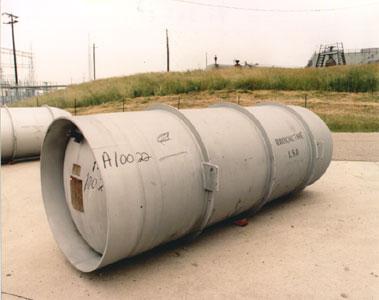
Cilindro contenente UF_{6}

## Stoccaggio in cilindri contenenti DUF6gassoso

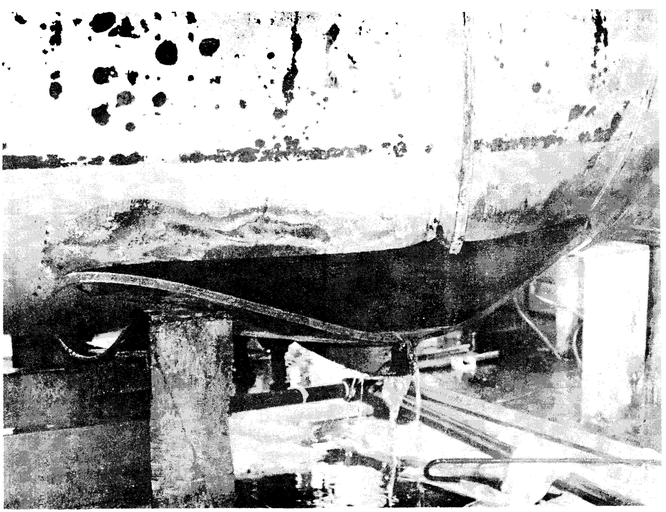
Cilindro da 14-ton di UF_{6}, danneggiato. L'incidente ha
provocato un morto e dozzine di persone lesionate. Sono state rilasciate circa 29.500 libbre di materiale lievemente radioattivo. Anno 1986.

Circa il 95% dell'uranio impoverito prodotto fino ad oggi viene immagazzinato come esafluoruro d'uranio depleto, DUF6, in cilindri d'acciaio in spazi all'aperto vicini agli impianti di arricchimento. Ogni cilindro contiene circa 12,7 tonnellate (14 US tons) di UF6 solido. Soltanto negli U. S.A., sono presenti 560.000 tonnellate di UF6 depleto, che erano state accuratamente conteggiate nel 1993. Nel 2005, 686.500 tonnellate, contenute in 57.122 cilindri di stoccaggio vennero localizzate nei pressi di Portsmouth (Ohio), Oak Ridge (Tennessee), e Paducah (Kentucky). La necessità di mantenere uno stoccaggio a lungo termine del DUF6 presenta rischi ambientali, sanitari, e di sicurezza in generale a causa della sua instabilità chimica.
Quando l'UF6 viene esposto all'aria umida, esso reagisce con l'acqua atmosferica per produrre UO2F2 (fluoruro di uranile) e HF (fluoruro di idrogeno), che hanno la caratteristica in comune di essere tossici e altamente solubili in acqua (e nei liquidi biologici). I cilindri di stoccaggio devono essere ispezionati regolarmente alla ricerca di segni di corrosione e di perdite. Il tempo di resistenza media dei cilindri di acciaio che contengono l'esafluoruro di uranio è stato stimato in decenni, mentre il tempo di dimezzamento dei vari isotopi dell'uranio è superiore alle decine di migliaia di anni.

### Incidenti con l'esafluoruro d'uranio
Si sono verificati diversi incidenti che coinvolgevano l'esafluoruro d'uranio negli Stati Uniti. Il governo statunitense ha convertito quantitativi di DUF6 in ossido di uranio solido per lo smaltimento. Lo smaltimento dei bidoni di DUF6 negli Stati Uniti potrebbe costare tra 15 e 450 milioni di dollari.